# Ханин, Саул Григорьевич
Саул Григорьевич (Шевель Гиршевич) Ханин (28 сентября 1902, Шамово Могилёвской губернии — 10 августа 1981, Смоленск) — советский и российский бактериолог, доктор медицинских наук, профессор Смоленского государственного медицинского института.

## Биография
Саул Григорьевич Ханин родился 28 сентября 1902 года. В 1932 году он окончил Смоленский государственный медицинский институт, после чего стал работать в Смоленском бактериологическом институте. Был заместителем по хозяйственной части директора М. П. Изаболинского, а когда тот в 1935 году умер, возглавил это учреждение. Внёс значительный вклад в развитие бактериологического института, при нём были построены новое хранилище вакцин и конюшня.
В годы Великой Отечественной войны Ханин вместе со своим институтом находился в эвакуации в городе Чкалове (ныне — Оренбург), где возглавлял Чкаловский институт эпидемиологии и микробиологии имени И. И. Мечникова. Он стал крупным научно-производственным медицинским центром, выпускавшим большое количество вакцин против гангрены, столбняка, дифтерии, дизентерии. С 1943 года возглавлял Тамбовский институт эпидемиологии и микробиологии. В октябре 1944 года вернулся в Смоленск, где руководил восстановлением бакинститута. К 1948 году институт Ханина полностью восстановил объёмы производства вакцин, а в следующем году уже обеспечивал десятки областей вакцинами против туберкулёза, детрита, туляремии. После ликвидации института в 1952 году преподавал в Смоленском государственном медицинском институте.
Являлся автором и соавтором ряда научных работ. В 1964 году защитил диссертацию на соискание учёной степени доктора медицинских наук на тему: «Вакцинация против бешенства и роль стабилизированной живой сухой антирабической вакцины в повышении её эффективности».
Умер 10 августа 1981 года, похоронен на еврейском участке Гурьевского кладбища Смоленска.

## Награды
- Орден «Знак Почёта» (1 июня 1942 года);
- Медали.